# LE (가수)
LE(본명: 안효진, 본명 한자: 安孝珍 1991년 12월 10일 ~ )는 대한민국의 래퍼이자 작곡가, 작사가, 프로듀서이며 대한민국의 걸그룹 EXID의 메인 래퍼를 맡고 있다.

## 학력
- 천안신방중학교 (졸업)
- 천안여자고등학교 (졸업)

## 생애
LE는 어려서부터 해외 음악을 듣다가, 여성 래퍼의 곡을 많이 들으며 랩을 쓰기 시작하였다. 2008년에는 아이돌 가수가 되겠다는 마음 없이, LE가 랩을 잘하는 것을 본 친구들의 권유로 JYP 엔터테인먼트의 힙합 오디션에 나갔다가 1등을 기록하였다. 스스로 비트를 찍고 랩을 하여 녹음한 것을 인터넷 힙합 카페인 정글라디오에 올리다가, 친하게 지내던 카페 회원의 소개로 나간 무대에서 지기 펠라즈에 스카웃되었다. 지기 펠라즈 시절에 사용하던 예명은 Elly로, 엘리는 2009년 9월 12일 서울 압구정에서 열린 무대에서부터 활동을 시작하였다. 그러나 언더그라운드 시절은 오버그라운드로 나가기 위한 경험을 쌓는 기간이었기에, 당시에 쓴 곡은 많으나 발표한 것은 얼마 되지 않는다고 한다. 20세부터 YG 엔터테인먼트에서 가이드 녹음을 맡으면서 오버그라운드 신(scene)에 진출하였다.

## 출연 작품
| 연도 | 프로그램                 | 방송국       | 출연                                       |
| ---- | ------------------------ | ------------ | ------------------------------------------ |
| 2013 | 쇼미더머니2              | 엠넷         | 참가자                                     |
| 2015 | EXID의 쇼타임            | MBC 에브리원 | 고정 출연                                  |
| 2015 | 동상이몽, 괜찮아 괜찮아  | SBS          | 게스트                                     |
| 2016 | 힙합의 민족 시즌 2       | JTBC         | 고정 출연                                  |
| 2017 | 은밀하게 위대하게        | MBC          | 게스트                                     |
| 2017 | 미스터리 음악쇼 복면가왕 | MBC          | 참가자 (메리 그리 숨었수? 산 타는 할머니!) |

## 음반 활동

### 피처링
| 연도 | 노래               | 음악가         |
| ---- | ------------------ | -------------- |
| 2009 | Oh Yeah            | 엠블랙         |
| 2009 | 벙개송             | 베이식         |
| 2009 | Rock With Us       | 더블트러블     |
| 2010 | Give Me A Sign     | 조 브라운      |
| 2010 | Random             | 낯선           |
| 2011 | 그 노래를 틀때마다 | 허각           |
| 2012 | Once Again         | 강지혜         |
| 2012 | Don't Call Me      | 가비엔제이     |
| 2012 | Good Night         | 피노다인       |
| 2012 | Look At Me         | 쥬얼리         |
| 2013 | 어이없네           | 용준형&LE&필독 |
| 2014 | Hurt               | 지아           |
| 2014 | Sweet Girl         | 케이윌         |
| 2014 | Blacklist          | 현아           |
| 2014 | Sugar Free         | 티아라         |
| 2014 | Shall We Dance     | 임창정         |
| 2014 | The Song of Love   | 더 씨야        |
| 2015 | Goodbye Mr. Kim    | 알리           |
| 2015 | 귀 아래            | 버벌 진트      |

## 참고 문헌
- 박희아 (2018). 《아이돌의 작업실》. 경기: 위즈덤하우스. ISBN 9791162204276.